# Зоноэдр

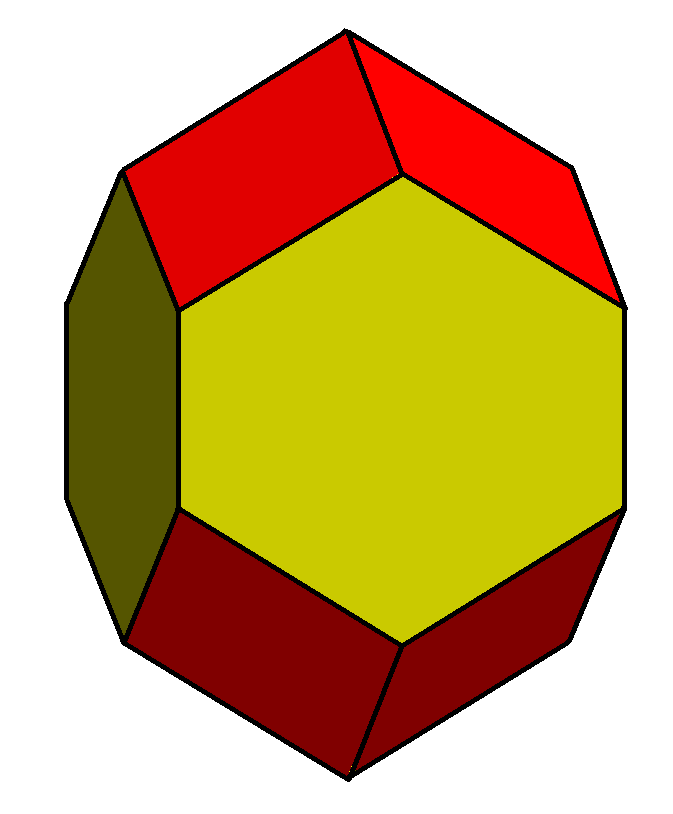
Гексоромбододекаэдр — пример зоноэдра

Зоноэдр — многогранник, представимый как сумма Минковского конечного числа отрезков. 
Зоноэдры в {\displaystyle n}-мерном пространстве называются также зонотопами.
Впервые определены и исследованы Евграфом Степановичем Фёдоровым.
Двумерный многоугольный аналог зоноэдра называется зоногоном.

## Свойства
- Зоноэдр — выпуклый многогранник, причём сам зоноэдр и его грани всех размерностей центрально симметричны.
- Наличия центров симметрии у всех двумерных граней выпуклого многогранника достаточно, чтобы он был зоноэдром.
- Всякий зоноэдр есть проекция гиперкуба достаточно высокой размерности.
- Всякий зоноэдр есть центральное сечение гипероктаэдра достаточно высокой размерности.
- Всякий зоноэдр равносоставлен кубу.

## Вариации и обобщения
- В классе центрально симметричных выпуклых тел особую роль играют зоноиды — тела, предельные для зоноэдров. Они допускают специфическое интегральное представление опорной функции и являются конечномерными сечениями шара в банаховом пространстве L1.